# ザ・39歳
「ヒューマン・ドキュメンタリー ザ・39歳」（ザ・さんじゅうきゅうさい）は、2012年4月22日から同年9月23日までTwellVで放送されていたドキュメンタリー番組。全12回。

## 概要
人生80年時代の折り返し地点であり、不惑といわれる「40歳」を翌年に控えた「39歳」という、とても微妙な年齢を切り口とした骨太なドキュメンタリー番組。
39歳というフィルターを通して、社会問題やこれからの日本のあるべき姿などを浮き彫りにしながら、オタクから政治家まで様々な人々の私生活に密着した。
なお教育評論家の尾木直樹の初MC番組である。

## 出演者
ナビゲーター
- 尾木直樹（教育評論家、法政大学教職課程センター長）
- 安藤幸代（フリーアナウンサー）
- 柳沼淳子（フリーアナウンサー）

ナレーション
- 生野文治
- ほか

## 制作会社
- フォーティーズ
- エフ・エフ

## 放送時間
毎週日曜日 21:00 - 21:55

## サブタイトル
※（ ）内はTwellVでの初回放送日（いずれも2012年）。
1. 39歳の課長（4月22日）
2. 39歳の婚活（5月6日）
3. 39歳、家を買う（5月20日）
4. 39歳の社長（6月3日）
5. 39歳の美活（6月17日）
6. 39歳の教育論（7月8日）
7. その後スペシャル（1）（7月15日）
8. 39歳のオタク（7月29日）
9. 39歳の政治家（8月12日）
10. 39歳の財テク（8月26日）
11. 39歳、第2の人生（9月9日）
12. その後スペシャル（2）（9月23日）※最終回

## スタッフ
- 構成：渡邊健一
- 広報：西岡理沙・井上晴之介
- ＣＧ：ラピュタ・Ｓ・サイトウ
- 編集：藪下一也
- 音響効果：下戸正彦
- 撮影：佐竹力也・田村雄一・坂本聡
- 技術協力：映像バンク・スタジオヴェルト
- 協力：黒髪堂
- リサーチ：フォーミュレーション
- ＡＤ：山澤美紀・佐藤匠
- ディレクター：中川正美・荒井ちさえ・大野暁弘・西島一石
- 総合演出：東正紀
- プロデューサー：鎌田雄介・山崎秀明
- 編成：浅井洋一
- 制作協力：フォーティーズ